# Green (album)
Green – szósty album studyjny zespołu R.E.M. wydany w 1988 roku. Był to pierwszy album zespołu nagrany dla wytwórni Warner Bros. Records. Uzyskał status podwójnej platynowej płyty w USA i platynowej w Wielkiej Brytanii.

## Lista utworów
Wszystkie utwory zostały skomponowane przez członków zespołu R.E.M.
1. „Pop Song 89” – 3:04
2. „Get Up” – 2:39
3. „You Are the Everything” – 3:41
4. „Stand” (listed as track number R on CD case) – 3:10
5. „World Leader Pretend” – 4:17
6. „The Wrong Child” – 3:36
7. „Orange Crush” – 3:51
8. „Turn You Inside-Out” – 4:16
9. „Hairshirt” – 3:55
10. „I Remember California” – 4:59
11. Untitled – 3:10

## Twórcy
- Michael Stipe – śpiew
- Bill Berry – perkusja, śpiew
- Peter Buck – gitara,mandolina, perkusja w piosence 11
- Mike Mills – gitara basowa, keyboard, akordeon, śpiew